# Roy Rowland
Roy Rowland (31 de diciembre de 1910-29 de junio de 1995) fue un director de cine estadounidense.

## Carrera en el cine
Nacido en la ciudad de Nueva York, Rowland estudió leyes antes de comenzar a trabajar como script en la productora MGM.
En 1934 colaboró sin acreditar en la dirección de la película Una fiesta en Hollywood. Dirigió casi una treintena
de cortometrajes antes de debutar en el largometraje en 1943 con A Stranger in Town, una producción de la MGM protagonizada por
Richard Carlson. Dos años después realiza El sol sale mañana, con Edward G. Robinson. Rowland fue un artesano de la MGM que frecuentó géneros diversos, pero tuvo una cierta especialización en el western; dirigió películas como El último baluarte, La novia salvaje, El rifle del forastero o el musical ¡Viva Las Vegas!, protagonizadas
respectivamente por Ray Milland, Robert Taylor, Stewart Granger y Cyd Charisse.
Su película más lograda tal vez sea el ejemplar de cine fantástico infantil Los 5.000 dedos del Dr. T, curiosa e imaginativa, muy influenciada por clásicos como El mago de Oz o Alicia en el país de las maravillas; cuenta la ensoñación de un niño, en la que su antipático profesor de piano, el Dr. Terwilliker, se muestra como el dictador de un extraño lugar, habitado por no menos extraños seres.
En 1957 dirige en Italia el musical Las siete colinas de Roma, protagonizada por Mario Lanza, Marisa Allasio y Renato Rascel.
Entre 1959 y 1960 dirigió la serie de televisión The Life and legend of Wyatt Earp, sobre uno de los más legendarios personajes del
western. En la década de 1960 Rowland trabajó en Europa, dirigiendo la película británica Cazadores de mujeres, historia con el
detective Mike Hammer, con la futura chica Bond Shirley Eaton en un papel destacado; seguirían dos de los primeros westerns europeos rodados en tierras españolas, como fueron Los pistoleros de Casa Grande y
La ley del forastero; trabaja por último en un díptico de cine de piratas formado por
Tormenta sobre el Pacífico y El tigre de los siete mares; en estos dos últimos títulos Rowland firmó la versión internacional, correspondiendo la versión italiana a Sergio Bergonzelli.

## Vida personal
Rowland contrajo matrimonio con Ruth Cummings, nieta de Louis B. Mayer y hermana de Jack Cummings (productor y director de la MGM). Tuvieron un hijo, Stephen Jacob Rowland, nacido en Los Ángeles el 3 de septiembre de 1932. Stephen fue actor, como Steve Rowland, y trabajó con su padre en El rifle del forastero, Los pistoleros de Casa Grande y en la serie The Life and legend of Wyatt Earp; intervino también en episodios de series como Bonanza y El hombre del rifle, y en películas como La batalla de las Ardenas. Posteriormente, Steve se convertiría en productor musical en el Reino Unido. Steve ha publicado unas memorias, tituladas Hollywood Heat.

## Premios y candidaturas
- DGA Award

Premio concedido por el sindicato de directores de Estados Unidos (Directors Guild of America).
| Año  | Categoría                                              | Película                | Resultado |
| ---- | ------------------------------------------------------ | ----------------------- | --------- |
| 1957 | Outstanding Directorial Achievement in Motion Pictures | ¡Viva Las Vegas! (1956) | Nominado  |

## Filmografía parcial

Logotipo de la película de 1965 La ley del forastero con el título en su idioma original, el alemán: Le llamaban Gringo.

- Tormenta sobre el Pacífico (1966) (versión internacional; la italiana fue firmada por el italiano Sergio Bergonzelli)
- El tigre de los siete mares (1966) (The Sea Pirate/Surcouf, l'eroe dei sette mari. Versión internacional, la italiana fue firmada por el italiano Sergio Bergonzelli)
- La ley del forastero (1965)
- Los pistoleros de Casa Grande (Gunfighters of Casa Grande) (1964)
- Cazadores de mujeres (The Girl Hunters) (1963)
- The Life and legend of Wyatt Earp (1959-1960) (Serie de TV)
- Las siete colinas de Roma (Arrivederci Roma) (1957)
- El rifle del forastero (Gun Glory) (1957)
- Slander (1957)
- These Wilder Years (1956)
- ¡Viva Las Vegas! (Meet Me in Las Vegas) (1956)
- Hit the Deck (1955)
- La novia salvaje (Many Rivers to Cross) (1955)
- Prisionero de su traición (Rogue Cop) (1954)
- El único testigo (1954)
- Sombras tenebrosas (1953)
- Entre dos mujeres (Affair with a Stranger) (1953)
- Los 5.000 dedos del Dr. T (The 5,000 Fingers of Dr. T) (1953, reestrenada en 1958 como Crazy Music)
- El último baluarte (Bugles in the Afternoon) (1952)
- Excuse My Dust (1951)
- Two Weeks with Love (1950)
- The Outriders (1950)
- Scene of the Crime (1949)
- Tenth Avenue Angel (1948)
- Killer McCoy (1947)
- The Romance of Rosy Ridge (1947)
- Boys' Ranch (1946)
- El sol sale mañana (Our Vines Have Tender Grapes) (1945)
- Lost Angel (1943)
- A Stranger in Town (1943)